# Robert Ervin Coker
Robert Ervin Coker (* 30. Januar 1876 in Society Hill, South Carolina; † 2. Oktober 1967 in Chapel Hill, North Carolina) war ein US-amerikanischer Zoologe. Er galt als Austernexperte und Begründer der Fischereiindustrie Nordkarolinas. Er beschäftigte sich mit Cladocera in den alten Seen von North Carolina und Temperatureffekten auf die Zyklomorphose. 1906 wurde er nach Peru eingeladen, um Empfehlungen für den Schutz der Guanovögel aufzustellen.

## Leben

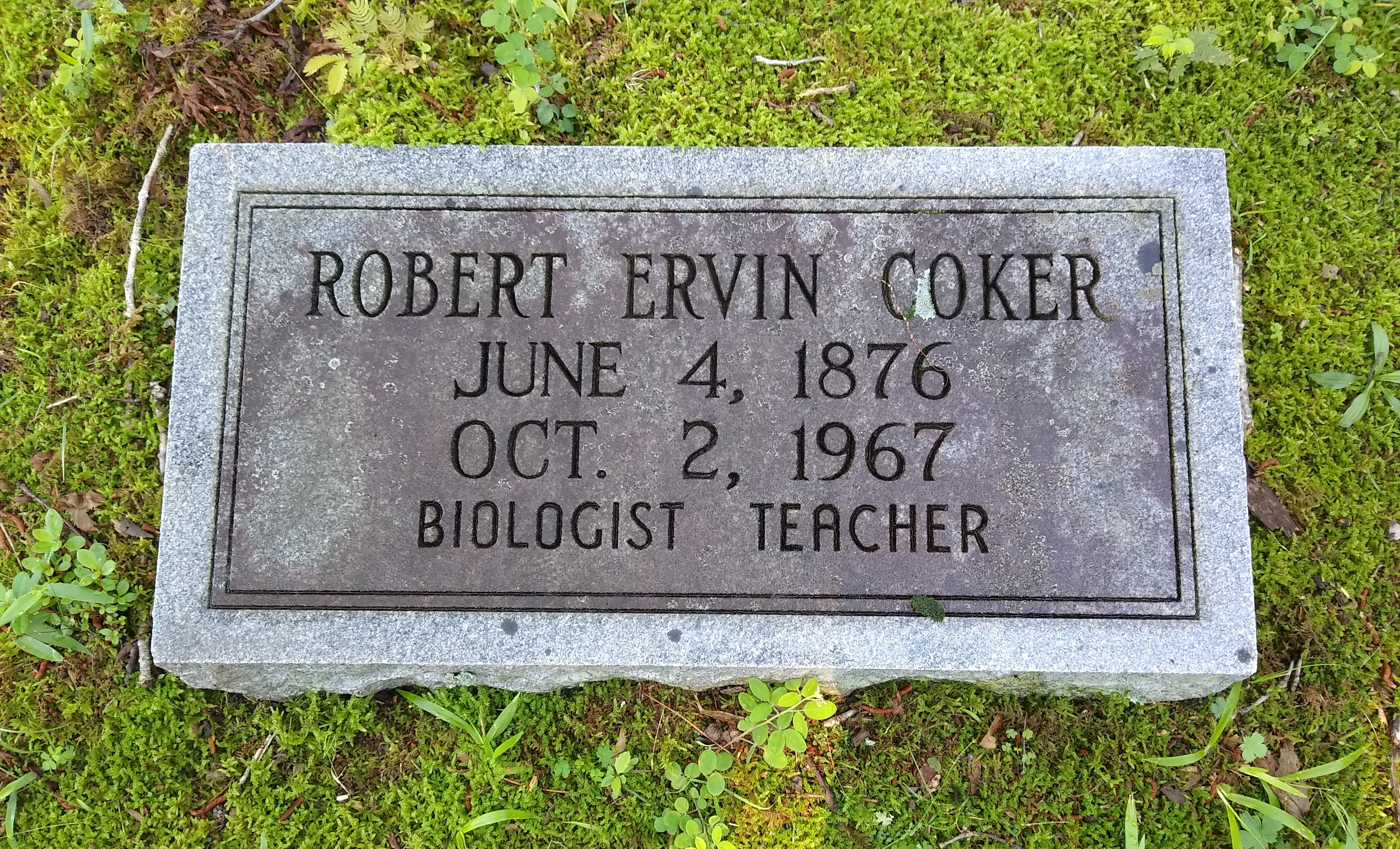
Grabstein

Coker studierte an der University of North Carolina und erhielt seinen Ph.D. von der Johns Hopkins University. Von 1922 bis zu seiner Pensionierung 1947 unterrichtete er an der University of North Carolina. Anschließend wurde er Direktor des Instituts für Fischereiforschung.

## Werke
- R. E. Coker: This Great and Wide Sea. 1. Auflage. The University of North Carolina Press, 1947. (weitere Auflagen 1949 und 1954)
- als Taschenbuch: R. E. Coker: This Great and Wide Sea (= The Science Library). Harper & Brothers, 1962.
- deutsche Übersetzung: R. E. Coker: Das Meer - der größte Lebensraum. Paul Parey, 1966.